# Underscore.js
Underscore.js (en anglès "_" guió baix) és una bibilioteca JavaScript que proveeix de funcions per a fer tasques comuns de programació. Underscore.js és comparable a les propietats de Prototype.js i el llenguatge Ruby, però optimitza el vessant de funcionalitat en comptes d'expandir els objectes. Underscore va ser creada per Jeremy Ashkenas, qui també va crear Backbone i CoffeeScript.

## Propietats
- Underscore.js és una biblioteca de codi lliure i molt lleugera  (5.7 KB en producció i 52 KB en desenvolupament).
- Proveeix d'una colla de funcions que simplifiques tasques comuns de JavaScript.
- Com dir el nom (underscore=guió baix), totes les seves funcions comencen amb "_".
- Underscore.js simplifica la gestió d'arrays (matrius), objectes i funcions.

## Exemples
- Funció _each

realitza iteracions en matrius de dades tot invocant una funció donada :
```
var
 
someArray
 
=
 
[
"a"
,
 
"b"
,
 
"c"
];

_
.
each
(
someArray
,
 
function
 
(
element
,
 
index
,
 
list
)
 
{

console
.
log
(
"value: "
 
+
 
element
 
+
 
" index: "
 
+
 
index
 
+
 
" list: "
 
+
 
list
)

});

```

Amb JavaScript nadiu :
```
var
 
someArray
 
=
 
[
"a"
,
 
"b"
,
 
"c"
];

for
 
(
var
 
i
 
=
 
0
;
 
i
 
&
lt
;
 
someArray
.
length
;
 
i
++
)
 
{

console
.
log
(
"value: "
 
+
 
someArray
[
i
]
 
+
 
" index: "
 
+
 
i
 
+
 
" list: "
 
+
 
someArray
);

}

```

i el mateix resultat :
// outputs
value: a index: 0 list: a,b,c
value: b index: 1 list: a,b,c
value: c index: 2 list: a,b,c